# 子午門 (山東)
子午門，又稱梁山功夫，山東拳術，為中國武術流派之一，2009年列入山东省非物质文化遗产保护名录。

## 源流
子午門以子午為名，有兩個原因，第一是由于练功时间多选在每天的子時跟午时辰，二是因该功夫练功到一定程度，內功會有出现冷热二流，古代稱冷阴为子，热阳为午，故称子午门。

## 介紹
子午門的武功講究大開大闔，充分發揮一寸長，一寸強的風格，招式特點在順臂合胯，飛撩劈踢，摔打推拿，快穩狠準，也講究招式與內功門。
武功傳承有黑砂掌、斷魂掌、連環腿、鴛鴦腿、燕青拳、麒麟拳等，內功有內養功、大力陰陽功等。

子午門關聖戰刀 （页面存档备份，存于）
子午門燕青拳 （页面存档备份，存于）

## 來源
1. ↑  .   [2023-01-20]. （原始内容存档于2023-01-20）.
2. ↑  宋義祥 《梁山功夫》
3. ↑  .   [2023-01-20]. （原始内容存档于2023-01-20）.